# Салют Белламі

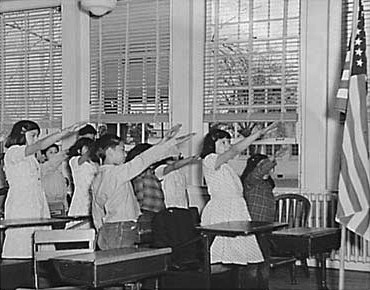
Діти дають клятву вірності прапору США

Салют Белламі — частина ритуалу виголошення клятви вірності прапору США: під час проголошення слів «Клянуся у вірності моєму прапору», стояти «струнко», праву руку піднімають до грудей, потім різко скидають угору і спрямовують прямо на прапор. Цей ритуал вперше виконав Френсіс Белламі на День Колумба 12 жовтня 1892 року. Ритуал швидко отримав назву «салют Белламі» і став широко використовуватися в скаутських організаціях.
Белламі є автором лише тексту клятви. Автором жесту був Джеймс Апгем (англ. James B. Upham), молодший партнер і редактор молодіжного журналу «The Youth's Companion», де працював Белламі. Белламі згадує, що Апгем зайшов, зупинився в позі вітання, клацнув підборами і сказав: «Отже, прапор там; я прийшов для вітання; я кажу: „Клянуся у вірності моєму прапору“; я простягаю праву руку і тримаю її піднятою в той час, як кажу клятву».

## Опис ритуалу
За сигналом керівника учні шикуються в шеренги, руки з боків донизу, рівняння на прапор. За другим сигналом кожен учень віддає честь у військовому вітанні — праву руку підіймають долонею вниз до лінії лоба і торкаються його. Стоячи таким чином, всі повільно повторюють разом: «Я клянуся у вірності моєму прапору і республіці, яку він символізує: єдиної неподільної нації зі свободою та справедливістю для всіх». При словах «моєму прапору» праву рук витончено підіймають долонею вгору, у бік прапора, і залишають у цьому жесті до кінця клятви, після чого всі відразу ж опускають руки з боків униз.
— The Youth’s Companion, 65 (1892): 446–447

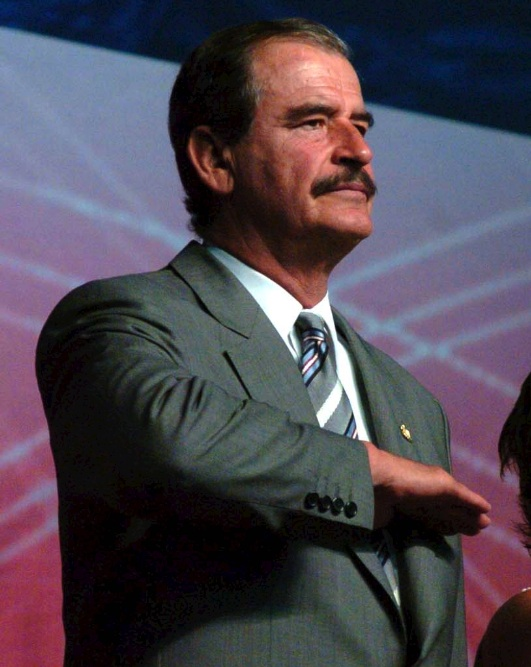
Вісенте Фокс, президент Мексики вітає прапор

Для цивільних осіб віддання честі замінили на жест «Рука біля серця»: праву руку піднімають долонею вниз на рівень грудей і торкаються їх, після чого слідує помах рукою, як описував Белламі.
У 1920-х роках албанський правитель Ахмет Зогу для поліції заснував вітання, аналогічне жесту «Рука біля серця». Сьогодні в деяких країнах Латинської Америки, особливо в Мексиці, цивільні особи використовують аналогічне привітання для салютування державному прапору.

## Зміна ритуалу

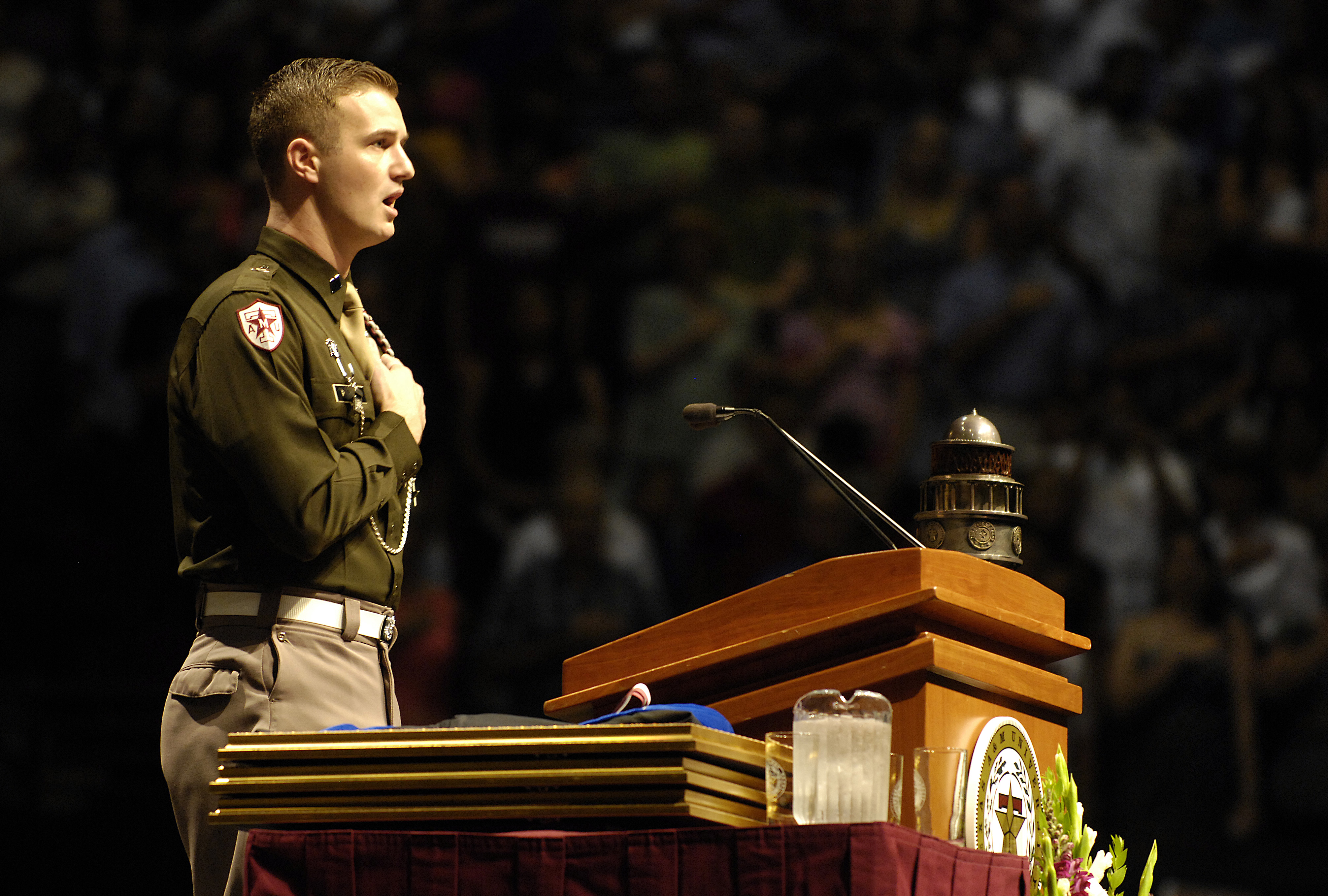
Сучасний варіант жесту при клятві вірності прапору США

У 1920—1930-х роках італійські фашисти як привітання почали використовувати римський салют, щоб підкреслити зв'язок оновленої Італії з традиціями Стародавнього Риму. За їхнім прикладом німецькі нацисти створили нацистське вітання, яке візуально схоже на римський салют. Подібність жестів призвела до плутанини, особливо з початком Другої світової війни. З 1939 року до нападу на Перл-Харбор противники участі США у війні намагались не використовувати салют Белламі, щоб їх не зарахували до прихильників нацистів. Наприклад, відомий американський пілот Чарльз Ліндберг і його прихильники були змушені виправдовуватись і доводити, що Ліндберг не підтримує Гітлера і що на фотографіях з ним зображено не нацистське вітання, а салют Белламі. Біограф Скотт Берг доводить, що скандальні фотографії зроблено без захоплення в кадр прапора США, що зробило неможливим відрізнити салют Белламі від нацистського вітання.
22 грудня 1942 року Конгрес США прийняв поправки до Кодексу про прапор і клятву прапору стали вимовляти, поклавши праву руку долонею на серці.